# ふじもとよしたか
ふじもと よしたか（本名：藤本 義孝、1964年 - ）は、日本のアニメ演出家、アニメ監督。熊本県出身。

## 人物
スタッフ表記では監督の時は平仮名表記で、絵コンテ・演出の時は漢字表記とされることが多い。
スタッフとして関わった作品は多く、特に絵コンテを切った回数は相当なものとなる。監督作はヤングアダルト向けが多いが、各話演出作は『ポケットモンスター』や『ふしぎ星の☆ふたご姫』など、子供向け作品が多い。
チーフディレクターとして参加の『VS騎士ラムネ&40炎』では第22話「幻の少女」から第26話（最終話）「伝説の終焉」まで5本連続絵コンテを切っている。

## 作品の特徴
女の子を可愛く活躍させる演出が多い。“メカと美少女”を売りとしたテレビアニメ『タクティカルロア』において、メカに関しては造詣が深かったプロデューサーの湯川淳、コンセプト・スーパーバイザーの小倉信也に対し、ふじもとは美少女をフィーチャーする役割で招かれた。『マーメイドメロディー ぴちぴちピッチ』のように、歌がストーリーに絡むことが多い。

## 参加作品

### テレビアニメ
1985年
- 蒼き流星SPTレイズナー（1985年 - 1986年、演出）

1986年
- マシンロボ クロノスの大逆襲（1986年 - 1987年、絵コンテ・演出）

1987年
- シティーハンター（絵コンテ・演出）

1988年
- シティーハンター2（演出）

1989年
- シティーハンター3（演出）
- たいむとらぶるトンデケマン!（1989年 - 1990年、絵コンテ・演出）

1990年
- アイドル天使ようこそようこ（1990年 - 1991年、絵コンテ・演出）
- 魔法のエンジェルスイートミント（1990年 - 1991年、絵コンテ）
- からくり剣豪伝ムサシロード（1990年 - 1991年、絵コンテ・演出）

1991年
- 魔法のプリンセス ミンキーモモ 第2作（1991年 - 1992年、絵コンテ・演出）
- シティーハンター '91（絵コンテ・演出）

1993年
- 機動戦士Vガンダム（演出）

1994年
- ヤマトタケル（演出）
- ハックルベリー・フィン物語（絵コンテ・演出）
- レッドバロン（絵コンテ）
- マクロス7（1994年 - 1995年、助監督・絵コンテ・演出）

1995年
- 恐竜冒険記ジュラトリッパー（絵コンテ・演出）

1996年
- VS騎士ラムネ&40炎（チーフディレクター・絵コンテ・演出）

1997年
- 機動戦艦ナデシコ（絵コンテ）
- ポケットモンスター（1997年 - 2002年、絵コンテ）

1998年
- 万能文化猫娘（監督）
- アキハバラ電脳組（監督）
- どっきりドクター（1998年 - 1999年、絵コンテ・演出）

1999年
- 神八剣伝（絵コンテ）
- ゴクドーくん漫遊記（絵コンテ）
- スーパードール★リカちゃん（絵コンテ・演出）
- 魔法使いTai!（絵コンテ・演出）
- トラブルチョコレート（絵コンテ・演出）
- KAIKANフレーズ（絵コンテ・演出）
- ゾイド -ZOIDS-（1999年 - 2000年、絵コンテ・演出）

2000年
- とっとこハム太郎（2000年 - 2004年、絵コンテ）
- ストレンジドーン（絵コンテ・演出）
- 真・女神転生デビチル（2000年 - 2001年、絵コンテ・演出）

2001年
- ゾイド新世紀スラッシュゼロ（絵コンテ・演出）
- 地球防衛家族（演出）
- 地球少女アルジュナ（演出）
- あぃまぃみぃ!ストロベリー・エッグ（演出）
- Z.O.E Dolores, i（演出）
- グラップラー刃牙（演出）
- 新白雪姫伝説プリーティア（演出）
- シスター・プリンセス（演出）
- ギャラクシーエンジェル（絵コンテ・演出）
- SAMURAI GIRL リアルバウトハイスクール（演出）
- バンパイヤン・キッズ（演出）
- サイボーグ009 THE CYBORG SOLDIER（2001年 - 2002年、演出）

2002年
- 神世紀伝マーズ（監督）
- ロックマンエグゼ（2002年 - 2003年、絵コンテ・演出）
- ドラゴンドライブ（演出）
- ポケットモンスター アドバンスジェネレーション（2002年 - 2006年、絵コンテ）

2003年
- マーメイドメロディー ぴちぴちピッチ（2003年 - 2004年、監督）

2004年
- マーメイドメロディー ぴちぴちピッチ ピュア（監督）

2005年
- ふしぎ星の☆ふたご姫（演出）
- こいこい7（監督）
- MÄR-メルヘヴン-（演出）
- 銀盤カレイドスコープ（絵コンテ）
- BLACK CAT（演出）

2006年
- 陰からマモル!（監督）
- タクティカルロア（監督）
- 怪 〜ayakashi〜（絵コンテ）
- 女子高生 GIRL'S-HIGH（監督）
- きらりん☆レボリューション（2006年 - 2008年、演出）
- ちょこッとSister（絵コンテ）
- NIGHT HEAD GENESIS（演出）
- 内閣権力犯罪強制取締官 財前丈太郎（演出）
- トレジャーガウスト（監督）
- ふしぎ星の☆ふたご姫 Gyu!（2006年 - 2007年、絵コンテ・演出）
- Gift 〜ギフト〜 eternal rainbow（絵コンテ）
- くじびき♥アンバランス（絵コンテ）

2007年
- ななみちゃん（絵コンテ・演出）
- すもももももも 地上最強のヨメ（絵コンテ）
- Saint October（絵コンテ・演出）
- デルトラクエスト（絵コンテ・演出）
- 一騎当千 Dragon Destiny（演出）
- げんしけん2（演出）
- MOONLIGHT MILE 2ndシーズン -Touch down-（演出）
- 獣神演武 -HERO TALES-（2007年 - 2008年、絵コンテ・演出）

2008年
- きらりん☆レボリューション STAGE3（2008年 - 2009年、監督）
- 一騎当千 Great Guardians（演出）

2009年
- 極上!!めちゃモテ委員長（絵コンテ・OP絵コンテ・演出）
- クロスゲーム（絵コンテ・演出）
- 鋼殻のレギオス（演出）
- テガミバチ（絵コンテ・演出）

2010年
- メタルファイト ベイブレード（演出）
- 一騎当千 XTREME XECUTOR（演出）
- メタルファイト ベイブレード 爆（絵コンテ）
- ひめチェン!おとぎちっくアイドル リルぷりっ（絵コンテ）
- ケロロ軍曹（演出）
- 百花繚乱 サムライガールズ（演出）

2011年
- メタルファイト ベイブレード 4D（演出）

2012年
- あらしのよるに 〜ひみつのともだち〜（絵コンテ）
- メタルファイト ベイブレード ZEROG（演出）
- この中に1人、妹がいる!（演出）

2013年
- ガッチャマン クラウズ（演出）
- 聖闘士星矢Ω（絵コンテ）
- 夜桜四重奏 〜ハナノウタ〜（演出）

2014年
- FAIRY TAIL（2014年 - 2016年、絵コンテ・演出）
- レディ ジュエルペット（2014年 - 2015年、絵コンテ・演出）
- 遊☆戯☆王ARC-V（演出）
- オオカミ少女と黒王子（演出）

2015年
- Go!プリンセスプリキュア（絵コンテ・演出）
- To LOVEる -とらぶる- ダークネス 2nd（演出）
- プリパラ（絵コンテ）
- おまかせ!みらくるキャット団（演出）

2016年
- リルリルフェアリル〜妖精のドア〜（演出）
- 12歳。〜ちっちゃなムネのトキメキ〜（演出）
- 名探偵コナン（演出）
- アイカツスターズ!（演出）
- 食戟のソーマ 弐ノ皿（演出）
- ヘボット!（2016年 - 2017年、演出）
- ガーリッシュナンバー（演出）
- レガリア The Three Sacred Stars（演出）
- カードファイト!! ヴァンガードG NEXT（2016年 - 2017年、演出）

2017年
- 双星の陰陽師（演出）
- スクールガールストライカーズ Animation Channel（演出）
- セイレン（演出）
- つぐもも（演出）
- 妖怪アパートの幽雅な日常（演出）
- ナナマル サンバツ（演出）
- 天使の3P!（演出）
- パズドラクロス（2017年 - 2018年、演出）
- DYNAMIC CHORD（演出）

2018年
- りゅうおうのおしごと!（演出協力）
- メルヘン・メドヘン（演出）
- 3D彼女 リアルガール（演出）
- カードファイト!! ヴァンガード（絵コンテ・演出）
- メガロボクス（演出）
- 深夜!天才バカボン（演出）
- ゆらぎ荘の幽奈さん（演出）
- 夢王国と眠れる100人の王子様（演出）
- ゾイドワイルド（演出）
- 千銃士（演出）
- バキ（演出）

2019年
- 魔法少女特殊戦あすか（演出）

2022年
- 黒の召喚士（演出）

### OVA

#### 一般向け
1992年
- 鴉天狗カブト 黄金の目のケモノ（演出）

1993年
- 難波金融伝・ミナミの帝王（監督・絵コンテ）
- MINKY MOMO IN 夢にかける橋（演出）

1996年
- 宝魔ハンターライム（絵コンテ）

1998年
- 万能文化猫娘DASH!（監督）

2008年
- HELLSING IV（演出）
- 絶対衝激 〜PLATONIC HEART〜（監督）

2011年
- 姫ギャル♥パラダイス（監督）
- HELLSING VIII（演出）

#### アダルトアニメ
- エルフィーナ（監督）
- flutter of birds 〜鳥達の羽ばたき〜（2002年、監督）
- 百鬼（監督）
- 肉体転移（2003年 - 2004年、監督）
- 淫獣学園 La☆Blue Girl 復活篇（2001年 - 2002年、監督 ※第二章から、第三章と第四章では絵コンテも担当）
- 凌辱ゲリラ狩り3（監督）
- まじかるカナン（2000年、絵コンテ#1）
- M.E.M. 〜汚された純潔〜（2000年、監督）
- 放課後マニア倶楽部 -濃いの欲しいの- THE ANIMATION（2003年、監督 ※第1巻のみ）